# Église Saint-Blaise des Pujols
Pour les articles homonymes, voir Église Saint-Blaise.
L'église Saint-Blaise des Pujols est située sur la commune des Pujols, dans le département de l'Ariège, en France. Elle est inscrite au titre des monuments historiques pour sa façade à clocher-mur couronné en peigne et son portail.

## Localisation
Elle se trouve à 320 m d'altitude, au centre du village.

## Historique
L'église aurait été édifiée en 1296 puis en 1355 avant de subir des adaptations et rénovations ultérieures notamment au XIXe siècle. Son histoire a été décrite de façon parfois contradictoire comme le démontre la synthèse réalisée par Christine Belcikowski.
Elle fait l'objet d'une inscription partielle pour sa façade et le portail latéral au titre des monuments historiques par arrêté du 9 juin 1925.

## Description
C'est une église à simple nef avec contreforts rénovée dans un style gothique avec un original clocher-mur rectiligne couronné en peigne et doté de quatre arcades ouvertes. Les quatre cloches sont protégées dans la base Palissy.
Le portail protégé, sur un côté de l'édifice, avec trois archivoltes en arc ogival, est en grès rouge. On lit cette inscription : Renaud IV de Pons, gendre du duc de Lévis (1296-1335) qui semble étrange en regard de l'attribution du titre de duc non fondée à ses dates.

## Galerie

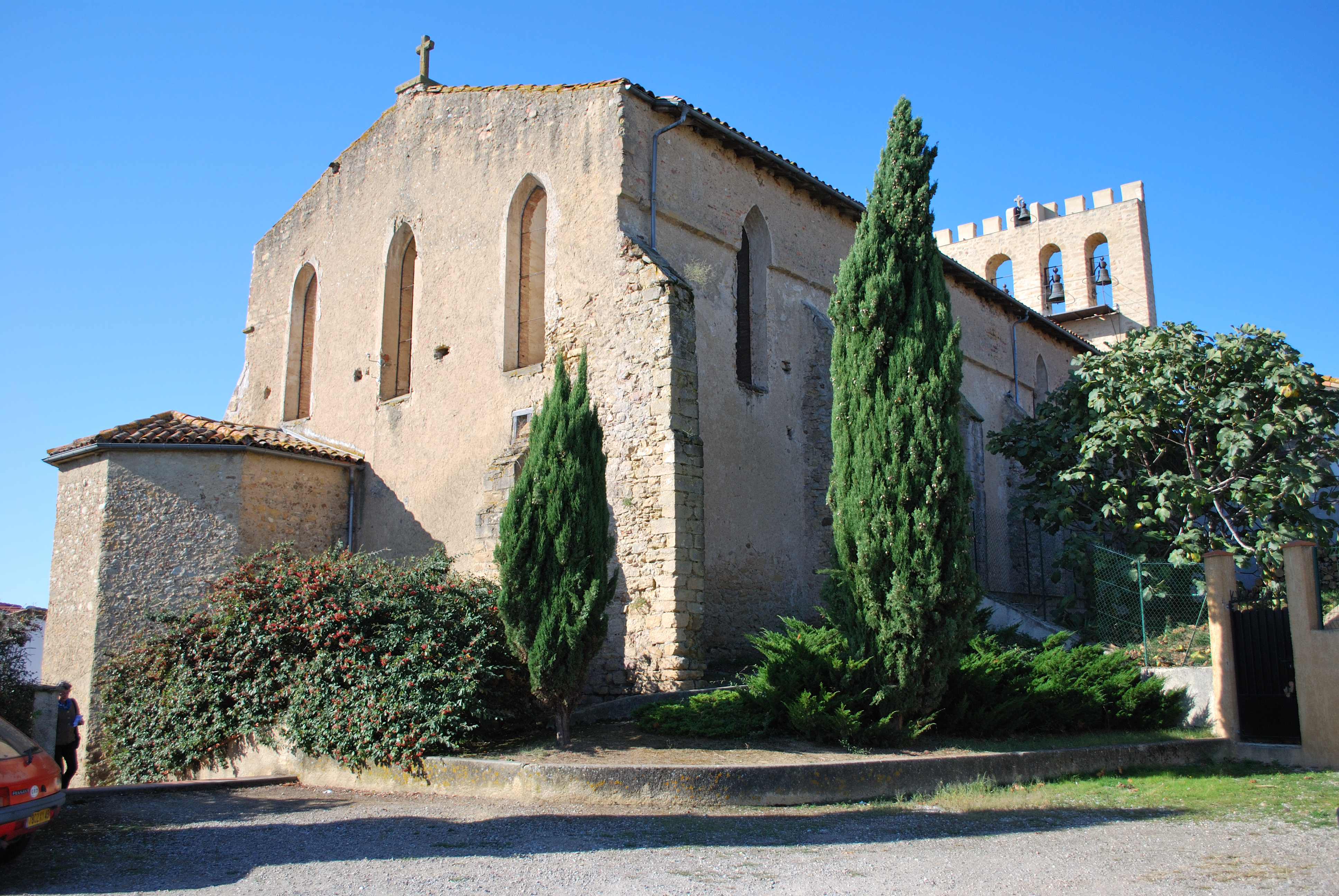
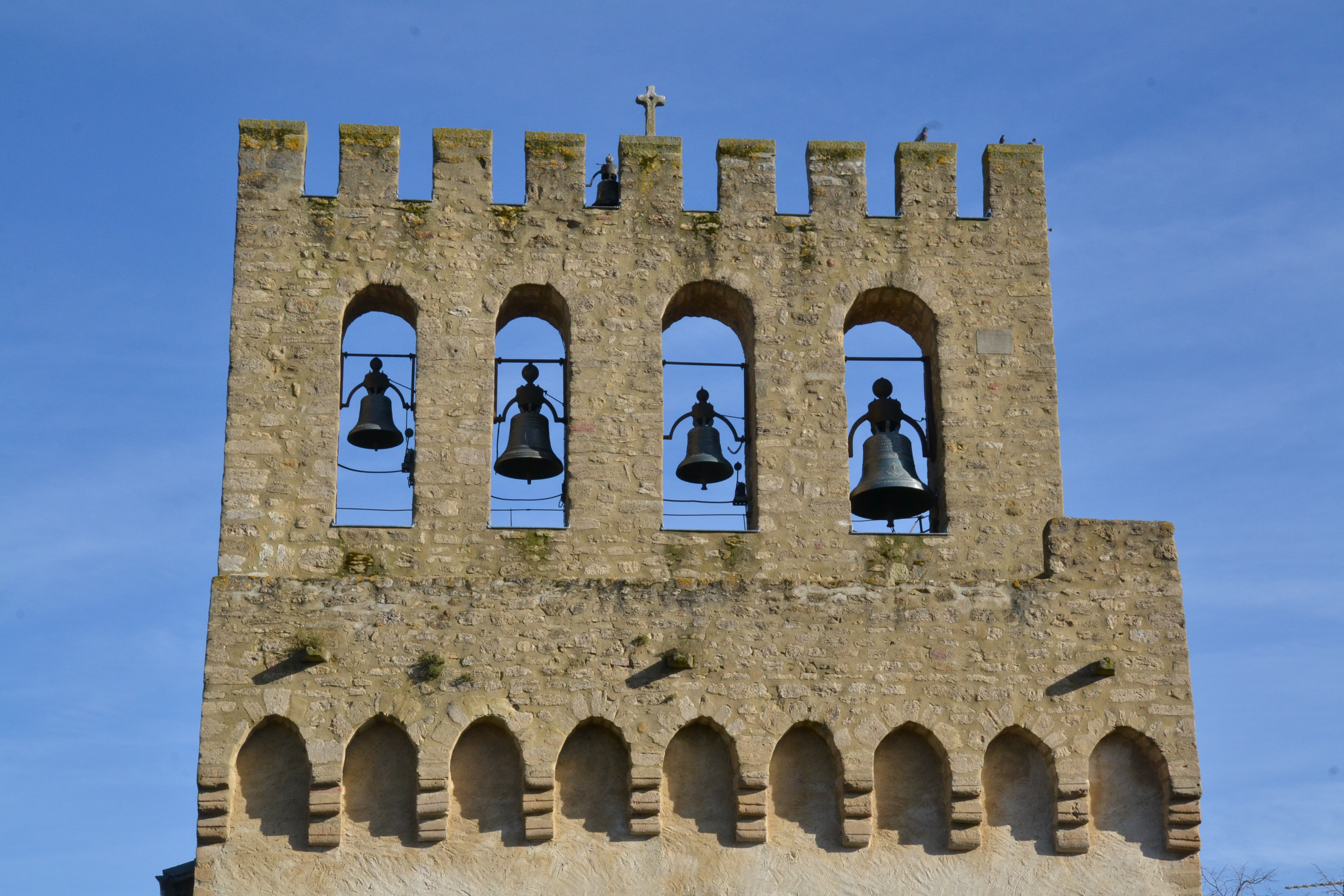
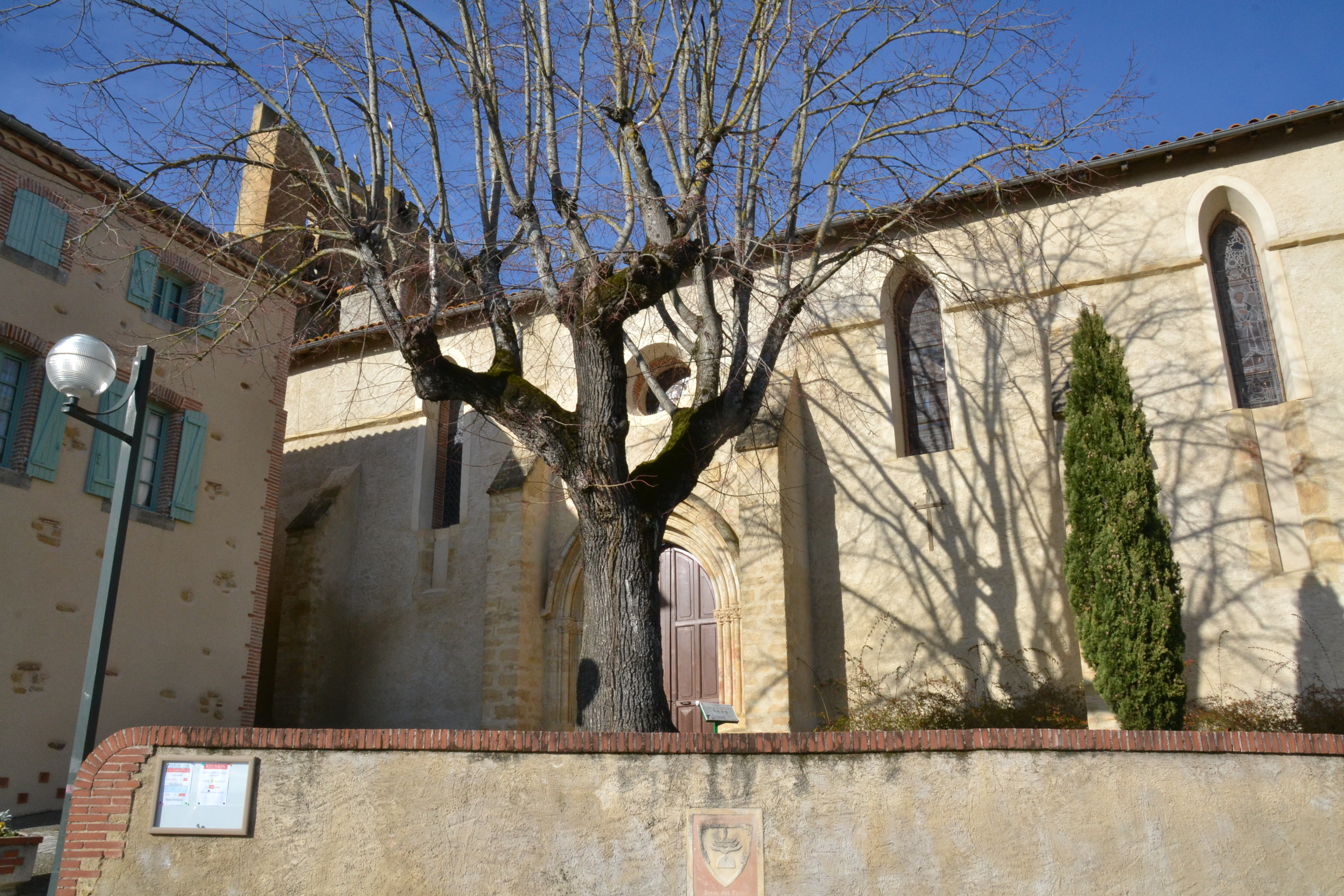

## Valorisation du patrimoine
L’extérieur de l’église a été restauré entre 2009 et 2014 avec le soutien de l’Association Les Pujols au temps d’antan et de la Fondation du Patrimoine.